# Phascogalini
Phascogalini is een geslachtengroep van buideldieren uit de familie der echte roofbuideldieren (Dasyuridae). De wetenschappelijke naam van het geslacht werd in 1872 gepubliceerd door Theodore Nicholas Gill.

## Indeling
De geslachtengroep telt 23 soorten in 3 geslachten.
- Geslachtengroep Phascogalini
  - Geslacht Antechinus (Breedvoetbuidelmuizen)
    - Antechinus adustus (Thomas, 1923)
    - Antechinus agilis Dickman, Parnaby, Crowther, & King, 1998
    - Antechinus argentus Baker, Mutton, & Hines, 2013[3]
    - Antechinus arktos Baker, Mutton, Hines, & Van Dyck, 2014[4]
    - Antechinus bellus (Thomas, 1904)
    - Geelvoetbuidelmuis (Antechinus flavipes) (Waterhouse, 1838)
    - Antechinus godmani (Thomas, 1923)
    - Antechinus leo Van Dyck, 1980
    - Antechinus mimetes (Thomas, 1924)[5]
    - Antechinus minimus (Geoffroy Saint-Hilaire, 1803)
    - Antechinus mysticus Baker, Mutton, & Van Dyck, 2012[6]
    - Stuarts breedvoetbuidelmuis (Antechinus stuartii) Macleay, 1841
    - Antechinus subtropicus Van Dyck & Crowther, 2000
    - Antechinus swainsonii (Waterhouse, 1840)
    - Antechinus vandycki Baker, Mutton, Mason, & Gray, 2015[5]

  - Geslacht Murexia
    - Murexia habbema (Tate & Archbold, 1941)
    - Murexia longicaudata (Schlegel, 1866)
    - Murexia melanura (Thomas, 1899)
    - Murexia naso (Jentink, 1911)
    - Murexia rothschildi Tate, 1938

  - Geslacht Phascogale (Penseelstaartbuidelmuizen)
    - Kleine penseelstaartbuidelmuis (Phascogale calura) Gould, 1844
    - Phascogale pirata Thomas, 1904[7]
    - Tafa (Phascogale tapoatafa) (Meyer, 1793)